# 武居綾蔵
武居 綾蔵（たけい あやぞう、明治3年12月5日（1871年1月25日） - 昭和7年（1932年）12月9日）は、日本の実業家。内外綿頭取や在華日本紡績同業会委員長を務めた。

## 来歴・人物
長野県諏訪郡湖南村生まれ。長野県尋常中学校（現・長野県松本深志高等学校）を経て、1892年高等商業学校（現・一橋大学）卒業、市立大阪商業学校（現・大阪公立大学）教諭。1895年日印貿易会社入社。1902年同社副支配人。1903年同社支配人。
1912年内外綿取締役。1922年から同社頭取となり、高付加価値化戦略を進めた。1929年在華日本紡績同業会委員長。また、日華学会評議員、大阪朝日新聞社内東亜調査会評議員なども務め、日満経済協和会を創立。
頭取在任中の1932年に死去。特旨を持って従六位を追賜され、阿倍野斎場で社葬が行われた。住所は西宮市夙川。蔵書家、美術品蒐集家でもあり、一部は大阪市立美術館に収蔵された。

## 親族
工学者の武居高四郎京都大学名誉教授や、大阪朝日新聞論説委員などを務めた武居巧は養子。

## 著書
- 『米二草書』博文堂 1927年
- 『武居遺文小集』1934年

## 編書
- 『古本三国志』1931年